# Historiographies thématiques de la Première Guerre mondiale
L'historiographie de la Première Guerre mondiale se décline en différents thèmes qui abordent des aspects particuliers de l'histoire de la Grande Guerre. Chacun de ces thèmes constitue un champ épistémologique à part entière au sein d'une historiographie plus générale.

## Aspects économiques

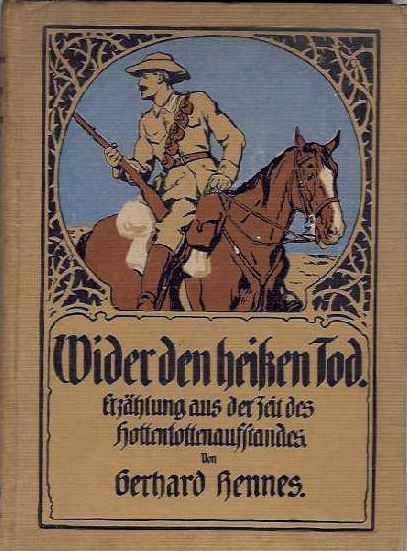
Wider den heißen Tod de Gerhard Hennes: ouvrage à la gloire des Schutztruppe coloniales allemandes publié en 1915.

## Aspects militaires

### Uniformologie

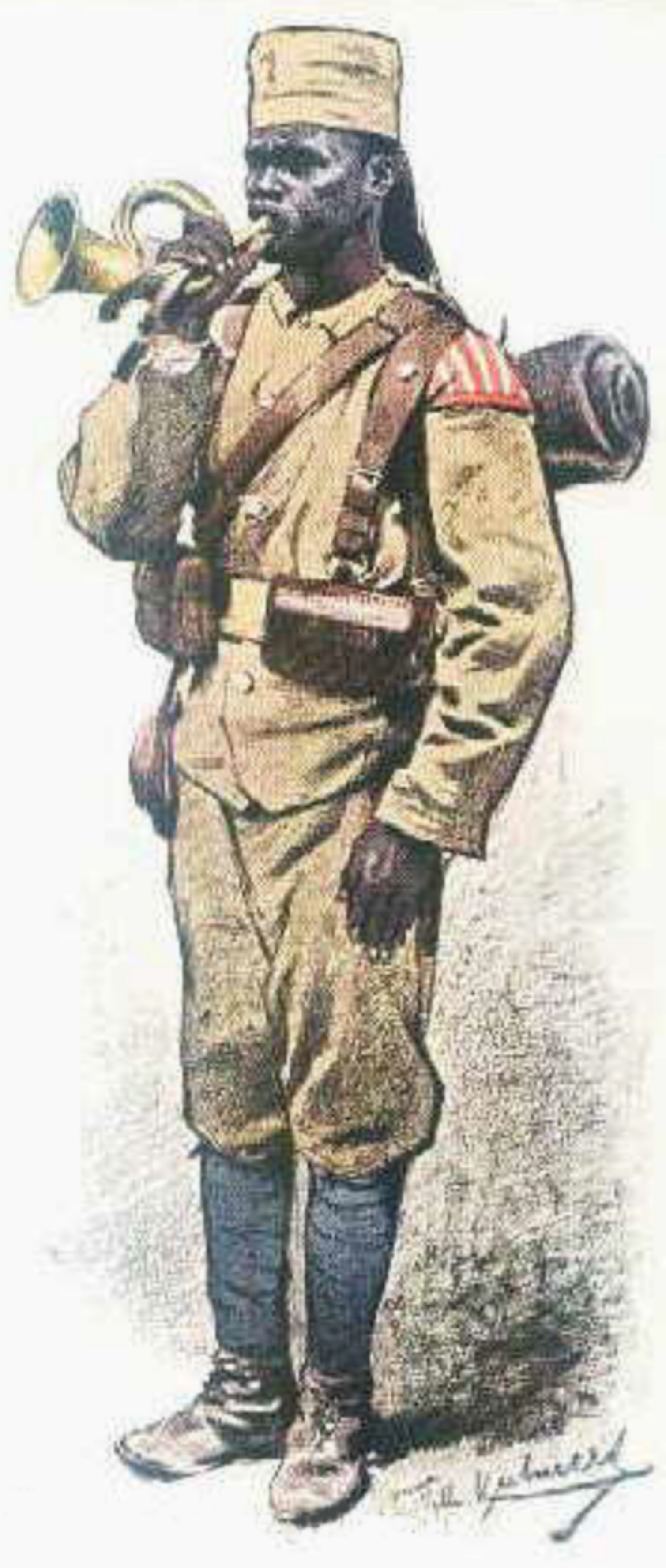
Askari Ostafrika, planche de Richard Knötel datée de 1914.

- Richard Knötel et son fils et collaborateur Herbert:

1. Unsere Feldgrauen und Blaujacken - Hannover : Molling 1915 ( catalogue DNB )
2. Friedensuniformen bei Ausbruch des Weltkrieges